# Taslima Nasreen
Taslima Nasreen of Nasrin (Bengaals: তসলিমা নাসরিন, Tasalimā Nāsarin) (Mymensingh, 25 augustus 1962) is een Bengaalse schrijfster die opkomt voor vrouwenrechten, mensenrechten en seculier humanisme in Bangladesh. Ze leeft tegenwoordig in ballingschap vooral in Calcutta (India). Ze studeerde geneeskunde met als specialisatie gynaecologie. Ze werkte als arts voor de regering tot 1994. Begin jaren negentig was ze weinig bekend als schrijfster maar werd snel wereldberoemd eind jaren negentig. Sinds 1993 werd ze reeds verscheidene malen met de dood bedreigd door moslimfundamentalisten omwille van haar kritiek op Mohammed, de Koran en de islam. Nasreen werd atheïste toen ze de Koran las.

## Onderscheidingen
Nasreen ontving meerdere internationale onderscheidingen voor haar werk.
In 1994 ontving ze de Sacharovprijs voor de Vrijheid van Denken van het Europees Parlement. De Sacharovprijs is bestemd voor personen en organisaties die zich wijden aan de bescherming van de rechten en fundamentele vrijheden van de mens.
In 1995 kreeg Nasreen een eredoctoraat van de Universiteit Gent en ze is erelid van de National Secular Society.
In 2004 ontving ze de Madanjeet Singh-prijs (UNESCO).
In 2008 kreeg Nasreen de Simone de Beauvoir-prijs, een prijs die zij deelde met Ayaan Hirsi Ali.

### Novellen
- Oporpokkho (The Opponent) 1992
- Shodh (Revenge), 1992 ISBN 978-8188575053
- Nimontron (Invitation) 1993
- Phera (Return) 1993
- Bhromor Koio Gia (Tell Him The Secret) 1994
- Forashi Premik (French Lover) 2002
- Lajja (Shame), ISBN 978-0140240511

### In het Nederlands vertaalde literatuur
- Lajja - Schaamte, Uitgeverij De Kern. 1994. ISBN 9032504762

- Bibsys: 9076665
- Biblioteca Nacional de España: XX1045775
- Bibliothèque nationale de France: cb124379943 (data)
- CiNii: DA12656054
- Gemeinsame Normdatei: 119192055
- International Standard Name Identifier: 0000 0001 1466 6071
- Library of Congress Control Number: n89261864
- Nationale Bibliotheek van Israël: 987007447110505171
- Nationale Bibliotheek van Polen: a0000002624146
- Nederlandse Thesaurus van Auteursnamen: 122338847
- Réseau des bibliothèques de Suisse occidentale: 02-A000119672
- LIBRIS: 81088
- Système universitaire de documentation: 033520992
- Trove: 1197252
- Virtual International Authority File: 5024028
- WorldCat: E39PBJtrW9TxfwVrG4RBVHpkjC